# Choisy-au-Bac
 Choisy-au-Bac  es una población y comuna francesa, en la región de Alta Francia, departamento de Oise, en el distrito de Compiègne y cantón de Compiègne-Nord.

## Demografía
| 1593 | 1671 | 1842 | 2313 | 3786 | 3571 |
| Para los censos de 1962 a 1999 la población legal corresponde a la población sin duplicidades (Fuente: INSEE [Consultar]) |      |      |      |      |      |